# Bobrowniki (przystanek kolejowy w województwie warmińsko-mazurskim)
Bobrowniki – zlikwidowany przystanek osobowy w Bobrowniku, w gminie Lidzbark Warmiński, w powiecie lidzbarskim w województwie warmińsko-mazurskim, w Polsce. Położona na linii kolejowej z Ornety do Lidzbarka Warmińskiego. Linia ta została ukończona w 1905 roku Linia ta została rozebrana w 1945 roku.